# Église Saint-Rémi de Boucheporn
Pour les articles homonymes, voir Église Saint-Rémi et Boucheporn (homonymie).
L'église Saint-Rémi se situe dans la commune française de Boucheporn, dans l'Est du département de la Moselle. La façade de l'ancien ossuaire du village, datant de 1846, se trouve à gauche de la tour-clocher et le monument aux morts communal est installé à droite de l'édifice.

## Histoire
Du point de vue spirituel, le village de Boucheporn est au Moyen Âge à la tête d'une vaste paroisse, avec pour succursales les villages voisins de Bisten-en-Lorraine, Zimming et Obervisse. L'état civil ne débute alors qu'en 1792 dans la paroisse-mère.

## Édifice
L'église paroissiale, dédiée à saint Rémi de Reims, est édifiée en 1770. De style église-grange, il s'agit d'un édifice à vaisseau unique, avec chevet polygonal. La tour-clocher, située hors-œuvre en façade, est particulièrement remarquable avec ses cinq niveaux d'élévation et sa flèche polygonale.

### Ameublement
L'église Saint-Rémi renferme un retable en pierre de Jaumont, qui date du XVe siècle et représente les douze apôtres du Christ. La moitié supérieure de la dalle rectangulaire est divisée en cinq compartiments par des arcs en accolade, enfermant chacun un trilobe et s'ornant à leur extrados d'un crochet au dessin tourmenté. Les fleurons qui les terminent à leur sommet coupent une frise d'arcatures taillées en creux, à raison de quatre par travée. Des pinacles pointus issus de consoles profilées, sur lesquelles s'appuient également les départs des arcs, scandent la partition.
Toute liaison organique est cependant absente entre ce décor architectural et la partie inférieure de la dalle occupée par une frise de personnages juxtaposés, où l'on reconnaît les apôtres présentés de front en deux groupes de six, de part et d'autre d'un Christ, barbu, qui lève la main droite bénissante, alors que la gauche soutient le globe. Le retable est classé monument historique à titre d'objet depuis le 15 novembre 1977.

## Galerie d'images

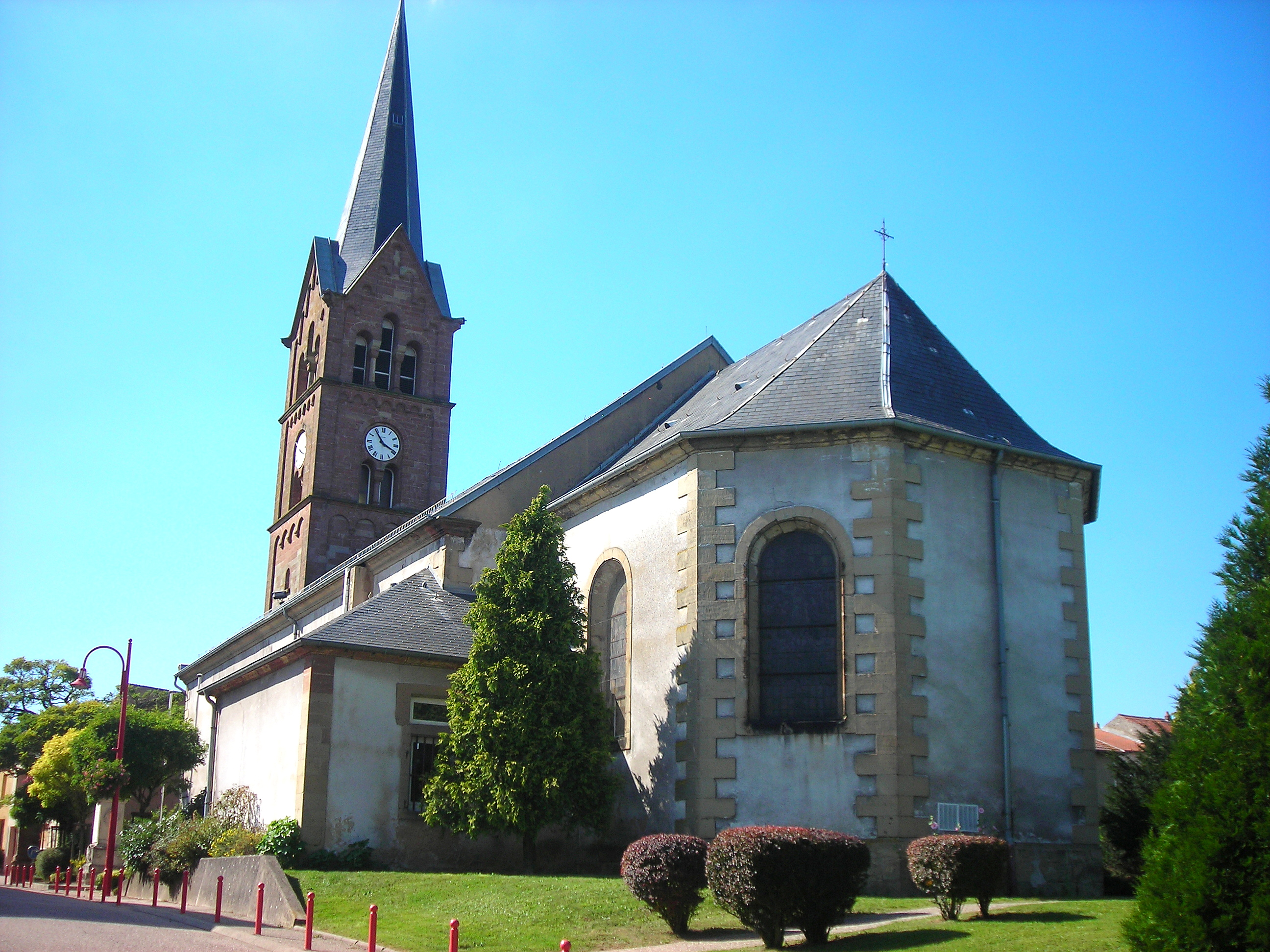
Le chevet de l'église
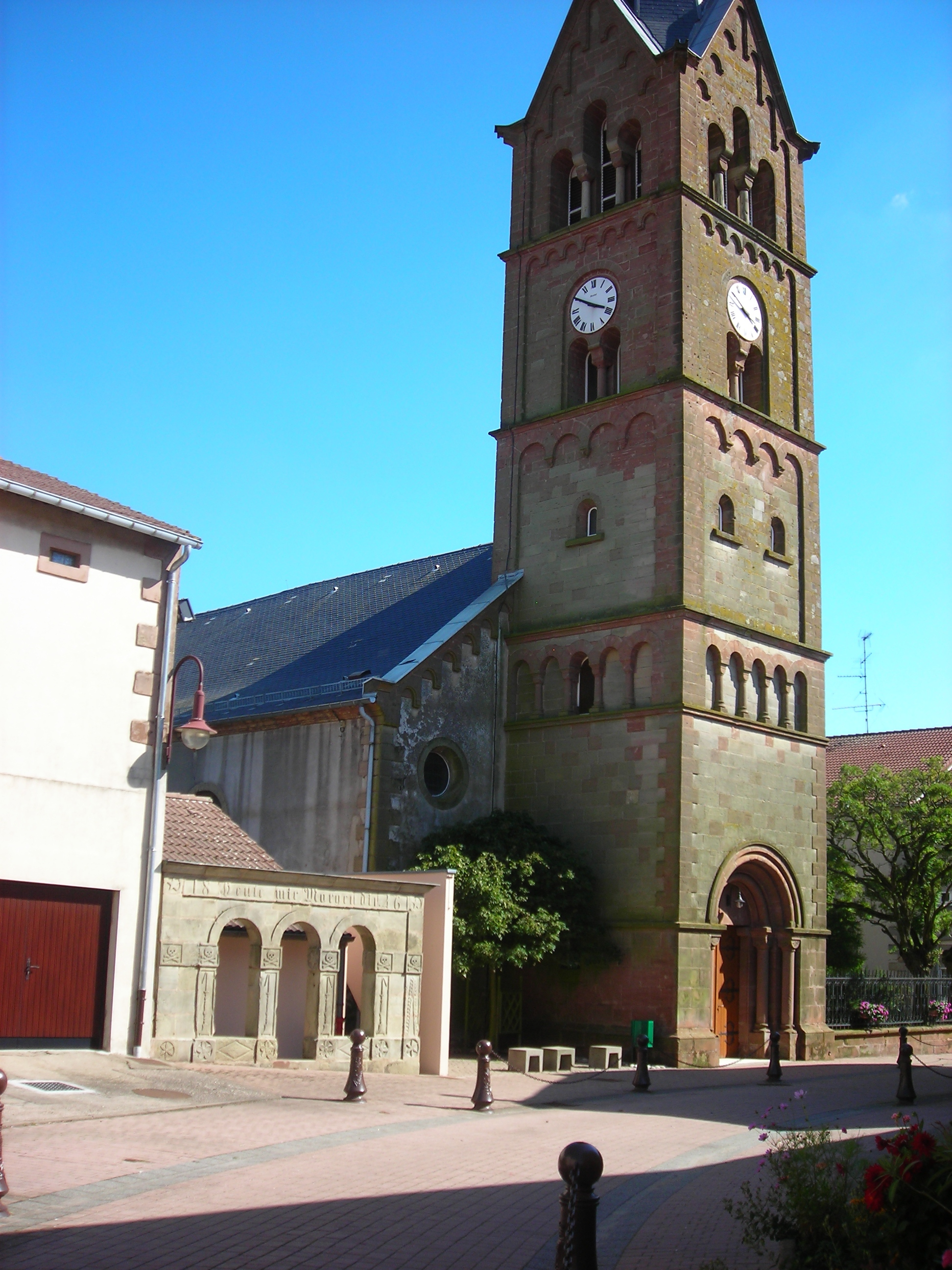
Les façades de l'ossuaire et de l'église